# 블랙록 (기업)
블랙록(BlackRock)은 미국에 본사를 둔 세계 최대의 자산 운용 회사이다. 1988년에 설립되었다. 2023년 기준 현재 관리 중인 자산이 $ 10조(약 1경 3천조 원)이상으로, 세계 최대 자산 운용 회사이다. 전 세계적으로 70개의 사무실을 운영하고 있다.

## 재무 정보
2017 회계 연도에 블랙록은 미화 4970억 달러의 수익을 보고했으며, 연간 매출은 미화 12491억 달러로 이전 회계주기에 비해 12.0 % 증가했다고 밝혔다. 2018년 블랙록은 매출 기준으로 미국의 포춘지가 선정한 《세계 500대 기업 목록》에서 237위를 차지 하기도 했다.
| 연도 | 수익 (백만 달러) | 순수익 (백만 달러) | 총자산 (백만 달러) | AUM (백만 달러) | 주당 가격 | 종업원 수 |
| ---- | ---------------- | ------------------ | ------------------ | --------------- | --------- | --------- |
| 2005 | 1,191            | 234                | 1,848              |                 | 62.85     |           |
| 2006 | 2,098            | 323                | 20,469             |                 | 103.75    |           |
| 2007 | 4,845            | 993                | 22,561             |                 | 128.69    |           |
| 2008 | 5,064            | 784                | 19,924             |                 | 144.07    |           |
| 2009 | 4,700            | 875                | 178,124            |                 | 136.79    |           |
| 2010 | 8,612            | 2,063              | 178,459            | 3,561,000       | 145.85    |           |
| 2011 | 9,081            | 2,337              | 179,896            | 3,513,000       | 148.27    |           |
| 2012 | 9,337            | 2,458              | 200,451            | 3,792,000       | 158.53    |           |
| 2013 | 10,180           | 2,932              | 219,873            | 4,325,000       | 238.52    | 11,400    |
| 2014 | 11,081           | 3,294              | 239,792            | 4,651,895       | 289.80    | 12,200    |
| 2015 | 11,401           | 3,345              | 225,261            | 4,645,412       | 322.68    | 13,000    |
| 2016 | 12,261           | 3,168              | 220,177            | 5,147,852       | 334.16    | 13,000    |
| 2017 | 13,600           | 4,952              | 220,217            | 6,288,195       | 414.60    | 13,900    |
| 2018 | 14,198           | 4,305              | 159,573            | 5,975,818       |           | 14,900    |

## 대한민국과의 관계
2019년을 기준으로 삼성전자 주식의 5.03%의 지분을 보유하고 있다고 공시했다. 블랙록은, 국내에서 삼성전자 외에도 LG전자(5.04%)와 SK하이닉스(5.08%), 엔씨소프트(7.11%), 신한지주(6.13%), KT&G(6.59%), 금호석유화학(7.31%), 두산밥캣(7.25%), 대우조선해양(5.57%)에 투자하고 있다.

## 블랙록 코리아
블랙록 코리아 대표이사는 이윤표 전 모건스탠리 MSIM 한국대표이다.ref>블랙록 한국 대표에 이윤표 전 모건스탠리 MSIM 한국대표 선임, 연합뉴스, 2024/11/05</ref>

## 같이 보기
- 자산운용
- 세계화주의
- 래리 핑크